# Valentine Jepkorir Kipketer
Valentine Jepkorir Kipketer (* 5. Januar 1993) ist eine kenianische Langstreckenläuferin.
2011 gewann sie den Berliner Halbmarathon. Im Herbst siegte sie beim Lille-Halbmarathon und wurde Siebte beim Delhi-Halbmarathon.
2012 wurde sie bei ihrem Debüt über die 42,195-km-Distanz Fünfte beim Hamburg-Marathon. 2018 gewann sie den Madrid-Marathon mit neuem Streckenrekord.

## Persönliche Bestzeiten
- 3000 m: 9:07,5 min, 16. Juni 2009, Nairobi
- Halbmarathon: 1:08:21 h, 3. September 2011, Lille
- Marathon: 2:24:33 h, 20. Januar 2013, Mumbai